# Губницкий, Семён Борисович
Семен Борисович Губницкий — советский и украинский шахматист, преподаватель, учёный, литератор.

## Биография
Родился 27 июня 1950 года, со дня рождения живёт в городе Харькове.
По образованию инженер-программист. После окончания Харьковского института радиоэлектроники в 1972 году более 20 лет работал программистом в проектных и научно-исследовательских институтах и одновременно преподавал программирование (с 1975 по 1989 годы — в Харьковском национальном университете радиоэлектроники, с 1989 по 2003 годы — в качестве доцента в Национальном техническом университете «Харьковский политехнический институт»).
В 1988 году защитил диссертацию на тему «Диалоговая система синтеза базовых моделей размещения и функционирования элементов промышленного предприятия (на примере проектирования химических производств)» на стыке специальностей — «Автоматизированные информационные системы» и «Системы автоматизации проектирования».
Доцент ВАК Украины, кандидат технических наук. Автор более чем 30 научных и методических работ (в том числе соавтор в двух монографиях).
Научился играть в шахматы в 5 лет, в 7 лет начал заниматься в шахматном кружке городского Дворца пионеров.
Более 50 лет жизни С. Губницкого более или менее тесно связаны с шахматами. Он добился таких почетных титулов как Мастер спорта СССР, Международный мастер ИКЧФ и Академик шахматного искусства.
Среди его лучших спортивных достижений победы в чемпионате Харьковской области среди мужчин, в личном первенстве Центрального Совета ДСО «Спартак» среди юношей, в командном первенстве СССР среди юношей (в составе команды Украины), 2-е место в 18-м личном чемпионате Европы по переписке, победы в Кубке Эврара — Деланнуа по переписке (в составе команды Харькова), в Кубке Дуная по переписке (в составе команды Украины), в командном чемпионате Европы по переписке (в составе команды СССР).
На шахматном поприще С. Губницкий занимался тренерской и общественной работой, написал несколько известных книг шахматной тематики.
Некоторые результаты его шахматного и литературно-просветительского творчества нашли отражение на авторском персональном сайте, который активно посещают шахматисты многих стран мира.

## Основные спортивные достижения
Мастер спорта СССР (1980), международный мастер ИКЧФ (1981).
Очные соревнования:
- чемпион СССР среди юношей (в составе команды Украины) (1966);
- чемпион Центрального Совета ДСО «Спартак» среди юношей (1968);
- чемпион Харьковской области среди мужчин (1972);
- 5-кратный чемпион Харьковского Областного Совета ДСО «Спартак»;
- участник финала чемпионата Украины (1973) [6-е место при 76 участниках];
- участник личного турнира за 2-й Кубок СССР (1973);
- победитель турнира «Клайпеда-84» (в составе команды «Маяк») (1984);
- играл за команду г. Харькова в очных матчах с командами из Болгарии, Германии, Польши, Югославии.

Заочные соревнования:
- победитель турнира за Кубок Эврара — Деланнуа (в составе команды Харькова)(1971—1975);
- второй призёр 18-го личного чемпионата Европы (1977—1982);
- чемпион Европы (в составе команды СССР) (1983—1988);
- победитель турнира за 1-й Кубок Дуная (в составе команды Украины) (1984—1988);
- участник турнира 3/4 финала 13-го личного первенства мира (1984—1990);
- участник финального личного турнира за 4-й Кубок мира (1984—1988)
- участник матчей (в составе команд Украины и СССР):
  - Украина — Франция (1972—1973);
  - СССР — Югославия (1974—1975); СССР — Чехословакия (1977—1980); СССР — Франция (1978—1980);
  - СССР — Югославия (1978—1979); СССР — Чехословакия (1983—1987); СССР — Югославия (1984—1990);
  - СССР — Польша (1984—1987); Украина — Швейцария (1986—1991); Украина — Греция (1987—1991);
  - Украина — Болгария (1988—1992); СССР — ГДР (1989—1991); Украина — США (1989—1993);
  - Украина — Польша (1990—1992); СССР — Югославия (1991—1992).

## Тренерская, общественная и литературная деятельность
Тренерской работой занимался эпизодически. В 1971—1972 годах тренировал команду студентов Харьковского института радиоэлектроники.
В середине 1990-х годов 4 месяца индивидуально занимался с призеркой чемпионата мира среди девушек И. Дубинкой-Романовой (ныне гроссмейстером).
Много лет входил в состав лекционного бюро при городском Доме физкультуры, часто выступал с лекциями на шахматные темы и сеансами одновременной игры.
В 1991 году был избран Президентом шахматного клуба Харьковского политехнического института. С. Губницкого неоднократно избирали в федерацию шахмат Харьковской области. В одной из таких каденций он был избран заместителем председателя федерации.
Автор 9 изданных книг, а также ряда учебно-методических разработок и нескольких электронных проектов.